# Shuhei Shirai
Shuhei Shirai (født 19. juli 1985) er en japansk tidligere professionel fodboldspiller.
Han har spillet for flere forskellige klubber i sin karriere, herunder YSCC Yokohama.